# フォーエバーモア (競走馬)
フォーエバーモア（欧字名:Forevermore、2011年2月6日 - ）は、日本の競走馬、繁殖牝馬。主な勝ち鞍は2014年のクイーンカップ。
馬名の意味は、「永久に」。

## 経歴

### 競走馬時代
2013年8月11日、新潟競馬場5レースの2歳新馬戦でデビューし勝利。続く条件戦も勝利し、年末に初重賞の阪神ジュベナイルフィリーズに出走。5・6番手の好位から直線で先頭に抜け出したが、猛追してきたレッドリヴェールとハープスターにゴール手前でかわされタイム差無しの3着に惜敗した。
2004年は2月のクイーンカップより始動。番手でレースを進め直線で先頭に立つと、最後は迫るマジックタイムをクビ差でしのぎ重賞初優勝を果たした。4月の桜花賞は3番人気に支持されたが、直線で伸びきれず8着。5月の優駿牝馬は11着惨敗に終わった。秋はレースに出走せず、シーズンを終えた。
2015年は1月の京都牝馬ステークスより始動するも、11着大敗。4月の阪神牝馬ステークスも14着に沈み、6月から1600万下に降級となった。降級後も勝きれないれレースが続き、結局未勝利のままシーズンを終えることとなった。
2016年は初のダート挑戦となる1月の山科ステークスより始動。中団待機から上り最速の脚で前方集団をまとめて交わし、クイーンカップ以来約1年11か月ぶりとなる通算4勝目を挙げた。オープン再昇格後は完全にダートに転向したが、5勝目を挙げることはできず、8月のクラスターカップを最後に競走馬を引退した。

### 繁殖牝馬時代
競走馬引退後、生まれ故郷の追分ファームで繁殖入りした。
2022年2月3日、初仔のカンナリリー（父：スクリーンヒーロー）が地方競馬にて産駒初勝利を挙げた。8月13日、2番仔のイモータルフェイム（父：ロードカナロア）が3歳未勝利戦を勝ち、産駒JRA初勝利を挙げた。

## 競走成績
以下の内容は、JBISサーチおよびnetkeiba.comに基づく。
| 競走日     | 競馬場 | 競走名           | 格       | 距離（馬場）  | 頭 数 | 枠 番 | 馬 番 | オッズ （人気） | 着順 | タイム （上り3F） | 着差 | 騎手          | 斤量 [kg] | 1着馬（2着馬）         | 馬体重 [kg] |
| ---------- | ------ | ---------------- | -------- | ------------- | ----- | ----- | ----- | --------------- | ---- | ----------------- | ---- | ------------- | --------- | ---------------------- | ----------- |
| 2013.08.11 | 新潟   | 2歳新馬          |          | 芝1600m（良） | 18    | 7     | 15    | 007.40（2人）   | 01着 | 01:37.1（33.7）   | -0.3 | 0蛯名正義     | 54        | （パラドーロ）         | 454         |
| 0000.10.05 | 東京   | サフラン賞       | 500万下  | 芝1400m（稍） | 18    | 1     | 1     | 009.70（4人）   | 01着 | R1:22.5（34.4）   | -0.2 | 0蛯名正義     | 54        | （ニシノミチシルベ）   | 458         |
| 0000.12.08 | 阪神   | 阪神JF           | GI       | 芝1600m（良） | 18    | 3     | 6     | 031.30（8人）   | 03着 | R1:33.9（34.6）   | -0.0 | 0蛯名正義     | 54        | レッドリヴェール       | 460         |
| 2014.02.18 | 東京   | クイーンC        | GIII     | 芝1600m（稍） | 15    | 3     | 6     | 001.80（1人）   | 01着 | 01:35.7（34.6）   | -0.0 | 0蛯名正義     | 54        | （マジックタイム）     | 460         |
| 0000.04.13 | 阪神   | 桜花賞           | GI       | 芝1600m（良） | 18    | 5     | 9     | 012.60（3人）   | 08着 | 01:33.9（34.6）   | -0.6 | 0蛯名正義     | 55        | ハープスター           | 456         |
| 0000.05.25 | 東京   | 優駿牝馬         | GI       | 芝2400m（良） | 18    | 8     | 17    | 022.80（5人）   | 11着 | R2:27.2（35.8）   | -1.4 | 0蛯名正義     | 55        | ヌーヴォレコルト       | 454         |
| 2015.01.24 | 京都   | 京都牝馬S        | GIII     | 芝1600m（良） | 18    | 6     | 11    | 009.50（5人）   | 11着 | 01:34.9（34.8）   | -1.0 | 0蛯名正義     | 53        | ケイアイエレガント     | 470         |
| 0000.04.11 | 阪神   | 阪神牝馬S        | GII      | 芝1400m（稍） | 17    | 5     | 9     | 042.6（11人）   | 14着 | R1:22.4（35.9）   | -1.3 | 0藤田伸二     | 54        | カフェブリリアント     | 458         |
| 0000.06.20 | 阪神   | 水無月S          | 1600万下 | 芝1200m（良） | 13    | 1     | 1     | 007.30（2人）   | 02着 | R1:08.1（33.1）   | -0.0 | 0C.ルメール   | 55        | ビッグアーサー         | 454         |
| 0000.07.04 | 福島   | テレビユー福島賞 | 1600万下 | 芝1200m（良） | 12    | 8     | 12    | 003.50（2人）   | 07着 | 01:07.8（33.3）   | -0.3 | 0C.ルメール   | 55        | マイネルエテルネル     | 458         |
| 0000.09.26 | 中山   | セプテンバーS    | 1600万下 | 芝1200m（良） | 16    | 7     | 13    | 005.80（3人）   | 12着 | R1:08.5（34.5）   | -0.6 | 0蛯名正義     | 55        | ヤサカオディール       | 474         |
| 0000.10.25 | 京都   | 桂川S            | 1600万下 | 芝1200m（良） | 15    | 8     | 14    | 016.60（6人）   | 12着 | R1:09.0（34.0）   | -0.9 | 0蛯名正義     | 55        | エイシンブルズアイ     | 468         |
| 2016.01.24 | 京都   | 山科S            | 1600万下 | ダ1200m（良） | 12    | 8     | 12    | 012.90（6人）   | 01着 | 01:11.7（35.8）   | -0.1 | 0S.フォーリー | 55        | （メイショウツレヅレ） | 470         |
| 0000.02.14 | 京都   | すばるS          | OP       | ダ1400m（重） | 16    | 4     | 8     | 009.80（5人）   | 03着 | 01:22.5（35.0）   | -0.4 | 0四位洋文     | 53        | ニシケンモノノフ       | 468         |
| 0000.04.13 | 船橋   | マリーンC        | JpnIII   | ダ1600m（稍） | 10    | 6     | 6     | 002.60（2人）   | 05着 | R1:43.2（39.8）   | -3.0 | 0M.デムーロ   | 56        | ヴィータアレグリア     | 464         |
| 0000.08.16 | 盛岡   | クラスターC      | JpnIII   | ダ1200m（稍） | 14    | 3     | 3     | 011.60（4人）   | 06着 | R1:10.7（34.6）   | -1.6 | 0蛯名正義     | 53        | ダノンレジェンド       | 467         |

## 繁殖成績
|       | 生年   | 馬名                   | 性 | 毛色   | 父                         | 馬主                       | 厩舎                           | 戦績             | 出典  |
| ----- | ------ | ---------------------- | -- | ------ | -------------------------- | -------------------------- | ------------------------------ | ---------------- | ----- |
| 初仔  | 2018年 | カンナリリー           | 牝 | 栗毛   | スクリーンヒーロー         | （株）G1レーシング →橘勝年 | 美浦・鹿戸雄一 →園田・飯田良弘 | 46戦13勝（現役） | [ 5 ] |
| 2番仔 | 2019年 | イモータルフェイム     | 牝 | 鹿毛   | ロードカナロア             | （株）G1レーシング         | 美浦・鹿戸雄一                 | 15戦1勝（現役）  | [ 6 ] |
| 3番仔 | 2021年 | モアザンワンス         | 牝 | 栗毛   | マジェスティックウォリアー | （株）G1レーシング         | 栗東・高野友和                 | 3戦2勝（引退）   | [ 7 ] |
| 4番仔 | 2023年 | アイスフォーク         | 牡 | 青鹿毛 | サートゥルナーリア         | 藤田晋                     | 栗東・武幸四郎                 | （デビュー前）   | [ 8 ] |
| 5番仔 | 2024年 | フォーエバーモアの2024 | 牝 | 栗毛   | ブリックスアンドモルタル   |                            |                                |                  | [ 9 ] |

- 2025年4月13日現在

## 血統表
| フォーエバーモアの血統         | フォーエバーモアの血統                | フォーエバーモアの血統          | （血統表の出典）                | （血統表の出典） |
| 父系                           | サンデーサイレンス系                  | サンデーサイレンス系            | サンデーサイレンス系            |                  |
| 父 ネオユニヴァース 鹿毛 2000  | 父の父*サンデーサイレンス 青鹿毛 1986 | Halo                            | Hail to Reason                  | Hail to Reason   |
| 父 ネオユニヴァース 鹿毛 2000  | 父の父*サンデーサイレンス 青鹿毛 1986 | Halo                            | Cosmah                          |                  |
| 父 ネオユニヴァース 鹿毛 2000  | 父の父*サンデーサイレンス 青鹿毛 1986 | Wishing Well                    | Understanding                   | Understanding    |
| 父 ネオユニヴァース 鹿毛 2000  | 父の父*サンデーサイレンス 青鹿毛 1986 | Wishing Well                    | Mountain Flower                 |                  |
| 父 ネオユニヴァース 鹿毛 2000  | 父の母*ポインテッドパス 栗毛 1984     | Kris                            | Sharpen Up                      | Sharpen Up       |
| 父 ネオユニヴァース 鹿毛 2000  | 父の母*ポインテッドパス 栗毛 1984     | Kris                            | Doubly Sure                     |                  |
| 父 ネオユニヴァース 鹿毛 2000  | 父の母*ポインテッドパス 栗毛 1984     | Silken Way                      | Shantung                        | Shantung         |
| 父 ネオユニヴァース 鹿毛 2000  | 父の母*ポインテッドパス 栗毛 1984     | Silken Way                      | Boulevard                       |                  |
| 母 *エターナルビート 鹿毛 1996 | 母の父Pentelicus 鹿毛 1984            | Fappiano                        | Mr. Prospector                  | Mr. Prospector   |
| 母 *エターナルビート 鹿毛 1996 | 母の父Pentelicus 鹿毛 1984            | Fappiano                        | Killaloe                        |                  |
| 母 *エターナルビート 鹿毛 1996 | 母の父Pentelicus 鹿毛 1984            | Charedi                         | In Reality                      | In Reality       |
| 母 *エターナルビート 鹿毛 1996 | 母の父Pentelicus 鹿毛 1984            | Charedi                         | Magic                           |                  |
| 母 *エターナルビート 鹿毛 1996 | 母の母Double Wiggle 鹿毛 1978         | Sir Wiggle                      | Sadair                          | Sadair           |
| 母 *エターナルビート 鹿毛 1996 | 母の母Double Wiggle 鹿毛 1978         | Sir Wiggle                      | Wiggle                          |                  |
| 母 *エターナルビート 鹿毛 1996 | 母の母Double Wiggle 鹿毛 1978         | Blue Double                     | Nodouble                        | Nodouble         |
| 母 *エターナルビート 鹿毛 1996 | 母の母Double Wiggle 鹿毛 1978         | Blue Double                     | Blue Burst                      |                  |
| 母系(F-No.)                    | エターナルビート(USA)系(FN:2-n)       | エターナルビート(USA)系(FN:2-n) | エターナルビート(USA)系(FN:2-n) | [ § 2 ]          |
| 5代内の近親交配                | アウトブリード                        | アウトブリード                  | アウトブリード                  | [ § 3 ]          |
| 出典                           | 1. 2. 3.                              | 1. 2. 3.                        | 1. 2. 3.                        | 1. 2. 3.         |

- 母エターナルビートは中央3勝・1999年クリスタルカップ2着の実績を持つ。
- 伯母に1990年CCAオークスなどアメリカで重賞5勝を挙げ、繁殖牝馬として日本に輸入されたシャロン（英語版）が、伯父に1997年シリウスステークス・1998年中京記念勝ち馬のトーヨーレインボーがいる。またシャロンの孫に2013年天皇賞（秋）などGI3勝のジャスタウェイがいる。